# 百老汇站

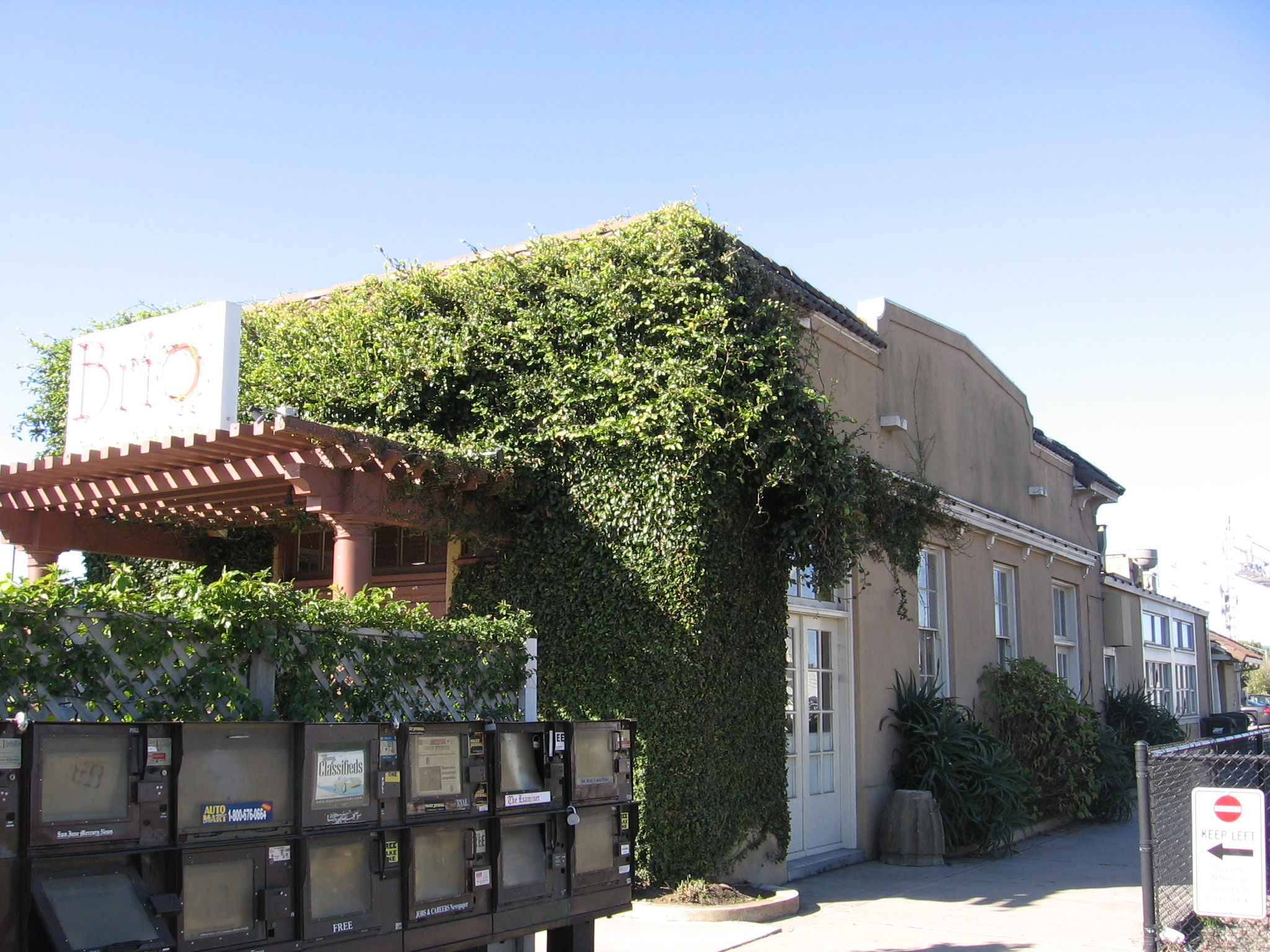
百老汇站，2012年11月10日

百老汇站（英語：Broadway station）位于美国加利福尼亚州伯灵格姆，是加州列车（Caltrain）的车站之一。该站为旧金山、圣马刁县和圣克拉拉县的通勤者提供服务。